# Axis of Justice
Axis Of Justice (AOJ) – organizacja non-profit założona przez Serja Tankiana z zespołu System of a Down oraz Toma Morello (Audioslave, Rage Against the Machine). Jej celem jest współpraca muzyków, fanów muzyki oraz obywatelskich partii politycznych we wspólnej walce o sprawiedliwość społeczną.
Jej członkowie „chcą zbudować most pomiędzy fanami muzyki na całym świecie i lokalnymi organizacjami politycznymi, aby efektownie organizować pracę w obronie pokoju, praw człowieka i sprawiedliwości gospodarczej.” Organizacja walczy na przykład o prawa imigrantów i o zniesienie kary śmierci. Lista lektur przez nią zalecanych obejmuje dzieła takich osób jak Noam Chomsky, Che Guevara, George Orwell, Mumia Abu-Jamal, czy Grant Morrison.
Namiot organizacji Axis of Justice często pojawia się na muzycznych festiwalach, w których uczestniczy któryś z zespołów członków założycieli, tak jak to miało miejsce na Lollapaloozie w roku 2003. Co dwa miesiące nadawana jest audycja radiowa, prowadzona przez Toma i Serja, a której archiwalne numery można ściągnąć za darmo z oficjalnej strony organizacji. Na stronie można też znaleźć recenzje książek, które przedstawiają punkty widzenia podobne do AOJ.
W roku 2004 wydany został na DVD album live o tytule „Axis of Justice: Concert Series Volume 1”. Występują na nim m.in. Flea z Red Hot Chili Peppers, Brad Wilk i Chris Cornell z Audioslave, Serj Tankian z System of a Down, Pete Yorn, Tim Walker, Fred Durst z Limp Bizkit, Maynard James Keenan z Tool i A Perfect Circle oraz Wayne Kramer. Materiał na płytę został nagrany na koncercie w Avalon Theater w Los Angeles. Celem koncertu była zbiórka pieniędzy na cele Axis of Justice.

## Członkowie
Serj Tankian, Tom Morello, Tim McIlrath, Flea, Brad Wilk, Pete Yorn, Tim Walker, Maynard James Keenan, Buckethead, Slash, Jonny Polonsky, Chris Cornell, Corey Taylor, Simon Petty, Malcolm Cross, Travis Barker, Maz Jobrani, Sid Jordan, Joe Mora, Wayne Kramer, John Dolmayan, Jurassic 5, Knowledge, Brian O’Connor, Ahmed Ahmed oraz Boots Riley.

## Dyskografia
- Axis of Justice: Concert Series Volume 1 (2004)[1]